# Jens Christian Jensen (politiker)
 Der er flere personer med dette navn, se Jens Christian Jensen.
Jens Christian Jensen (30. november 1877 i Kalundborg – 12. december 1956) var en dansk fagforeningsmand og socialdemokratisk politiker.
Jens Chr. Jensen blev udlært snedker i Kalundborg 1897 og uddannet i bygningsbranchen i København. I hovedstaden blev han 1905 indvalgt i bestyrelsen for Bygningssnedkernes Fagforening. I 1908, samme år som det store byggekrak skabte massearbejdsløshed hos bygningsarbejderne, blev han valgt til formand, hvilket han var indtil 1916.
Den kritiske situation gav Jens Christian Jensen og andre en idé til både at sikre rigeligheden af arbejde og at imødegå tidens boligspekulation. Initiativet var inspireret af bl.a. Arbejdernes Byggeforening og bestod i, at de, der søger bolig, selv skulle skaffe pengene til byggeriet. Jensen samlede et udvalg af repræsentanter fra byggefagene og brugsforeningerne, som 12. marts 1912 stiftede Arbejdernes Boligforening (nu Boligforeningen AAB), og Jens Christian Jensen blev selv både formand og direktør for foreningen. AAB's organisation var mønsterdannende for mange senere boligselskaber. Han var direktør indtil 1928, hvor hans livsværk da havde 26 afdelinger i Københavnsområdet og var Danmarks største kooperative virksomhed
Han havde samtidig et væld af tillidsposter samt en politisk karriere. Han sad i forretningsudvalget for Arbejdernes Fællesorganisation (1908-18), Den faste Voldgiftsret (1909-17), boligkommissionerne i 1916 og 1918 m.fl. I 1919 er han medstifter af Det kooperative Fællesforbund og af Fællesorganisationen af almennyttige danske Boligselskaber (senere BL), og han er organisationens formand 1922-30. Som repræsentant for Socialdemokratiet var han medlem af Frederiksberg Kommunalbestyrelse 1913-25 og af Folketinget 1918-47.
Jensen var medlem af Boligudvalget, af Bygningsmaterialeudvalget, af Murstens- og Cementnævnet af 1918 og fra 1922 af Bolignævnet, medlem af Det erhvervsøkonomiske Raads Byggenævn, af Indenrigsministeriets Udvalg vedr. Statens Forhold til Byggeriet af 1948 af Undervisningsministeriets Kommissioner til Omordning af Rigshospitalets bygningsmæssige Forhold og for Arkitektuddannelsen, medlem af bestyrelsen for Østifternes Brandforsikringsselskab fra 1922 og af forretningsudvalget fra 1935, medlem af byggeudvalget for Københavns Universitets fysiologiske Institut, for fysisk-kemisk og hygiejnisk Institut, for teknisk-kemisk Laboratorium, for Nationalmuseet, Den tekniske Højskole (Polyteknisk Læreanstalt), Universitetsbiblioteket, Danmarks Tandlægehøjskole og Den Farmaceutiske Læreanstalt samt Anatomisk Institut og for flere statsskoler under Undervisningsministeriet og bygningskyndig medarbejder i Foreningen Socialt Boligbyggeri fra 1933.